# حلمي بهجت بدوي
د. محمد حلمي بهجت بدوي, من مواليد محافظة الإسكندرية. شغل منصب وزير التجارة والصناعة, وكان أول رئيس لهيئة قناة السويس بعد تأميمها.

## حياته المهنية
- تخرج من مدرسة الحقوق السلطانية عام 1925.
- حصل على الدكتوراة في القانون من باريس عام 1929.
- عمل بالتدريس بالجامعة وشغل مناصب قضائية رفيعة.
- كان عضواً بمجلس إدارة شركة قناة السويس قبل التأميم.
- أول وزير للتجارة والصناعة في عهد ثورة يوليو عام 1952.
- حصل على جائزة الدولة في كتابه (أصول الالتزامات).
- أول رئيس لمجلس إدارة هيئة قناة السويس بعد التأميم من 26 يوليو 1956 حتى 9 يوليو 1957.